# Pia Tjäder
Pia Tjäder, född 7 april 1982 i Växjö, är en svensk filmregissör och manusförfattare. Hon har utbildning från Nordland Kunst- og Filmskole i Norge. Pia Tjäders filmer har visats på bland annat SVT och Göteborgs Filmfestival.

## Filmografi (urval)
- Som en dröm 2012[1] (Göteborgs filmfestival)
- Den svarta 2008
- Vargdansen 2007 (Göteborgs filmfestival)
- Ingen riktig tjej 2006
- Att skjuta en mås 2006 (SVT)